# Sankt Jakob im Walde

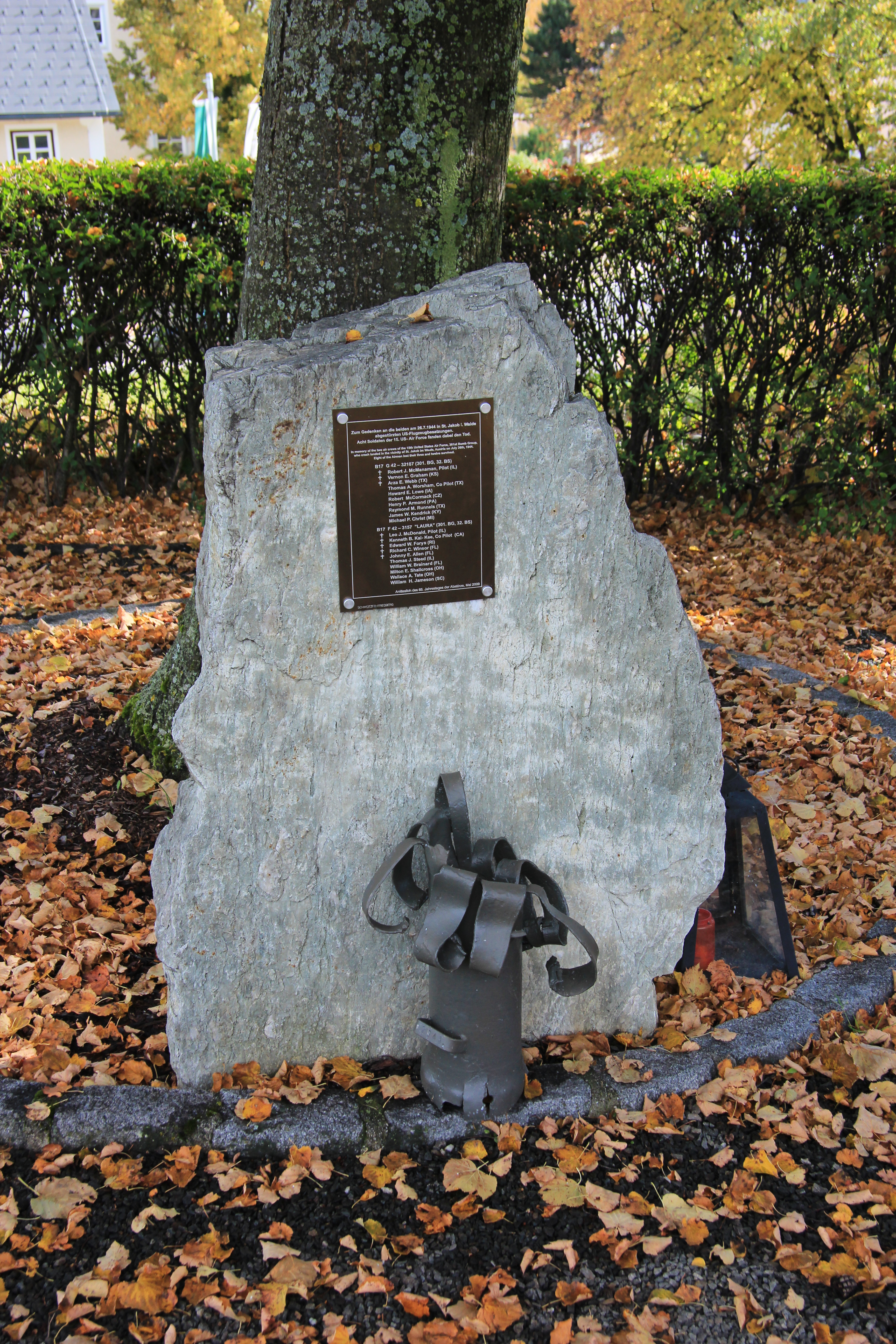
Gedenkstein, der an die beiden am 26. Juli 1944 abgestürzten amerikanischen Bomber erinnert.

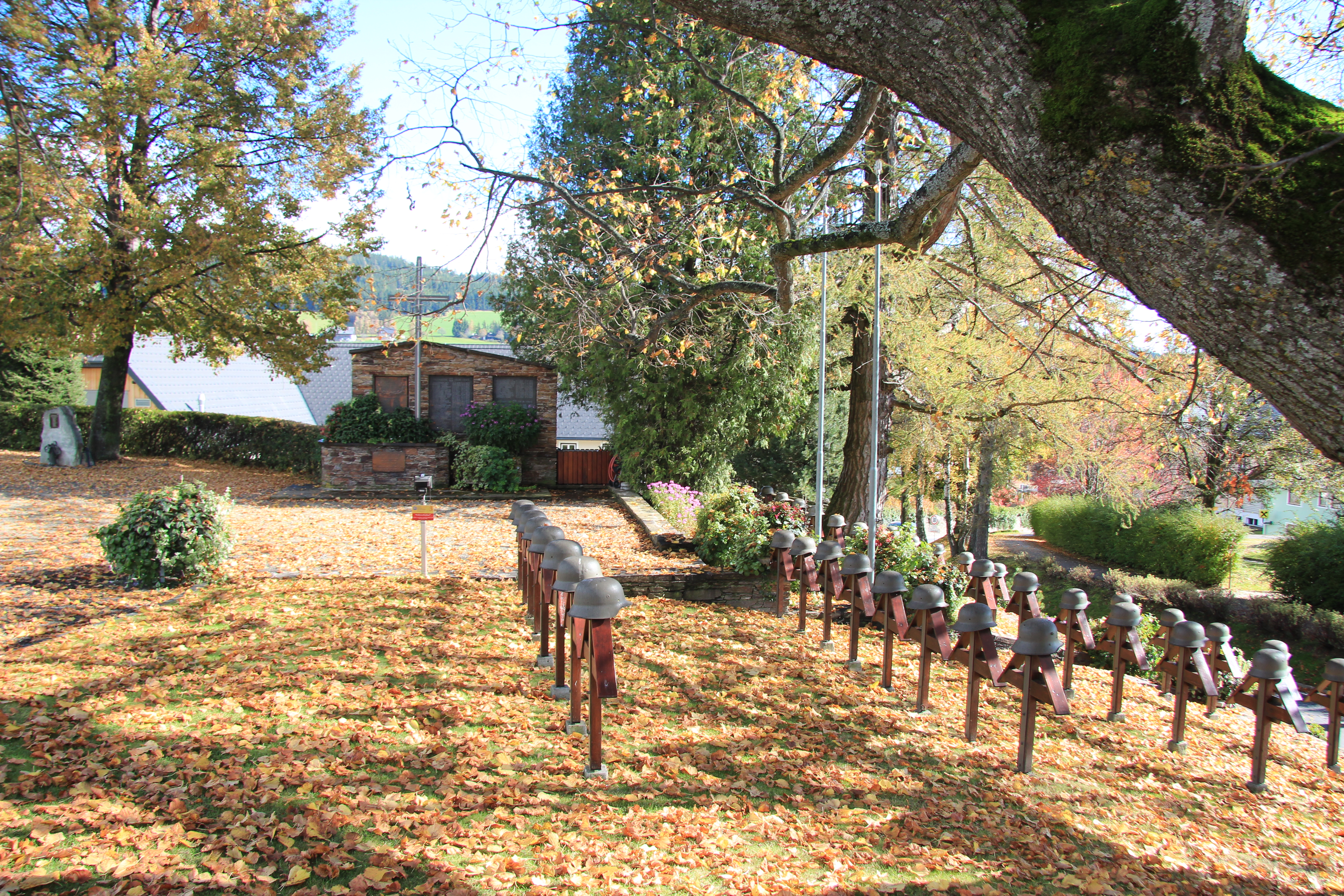
Deutscher Soldatenfriedhof

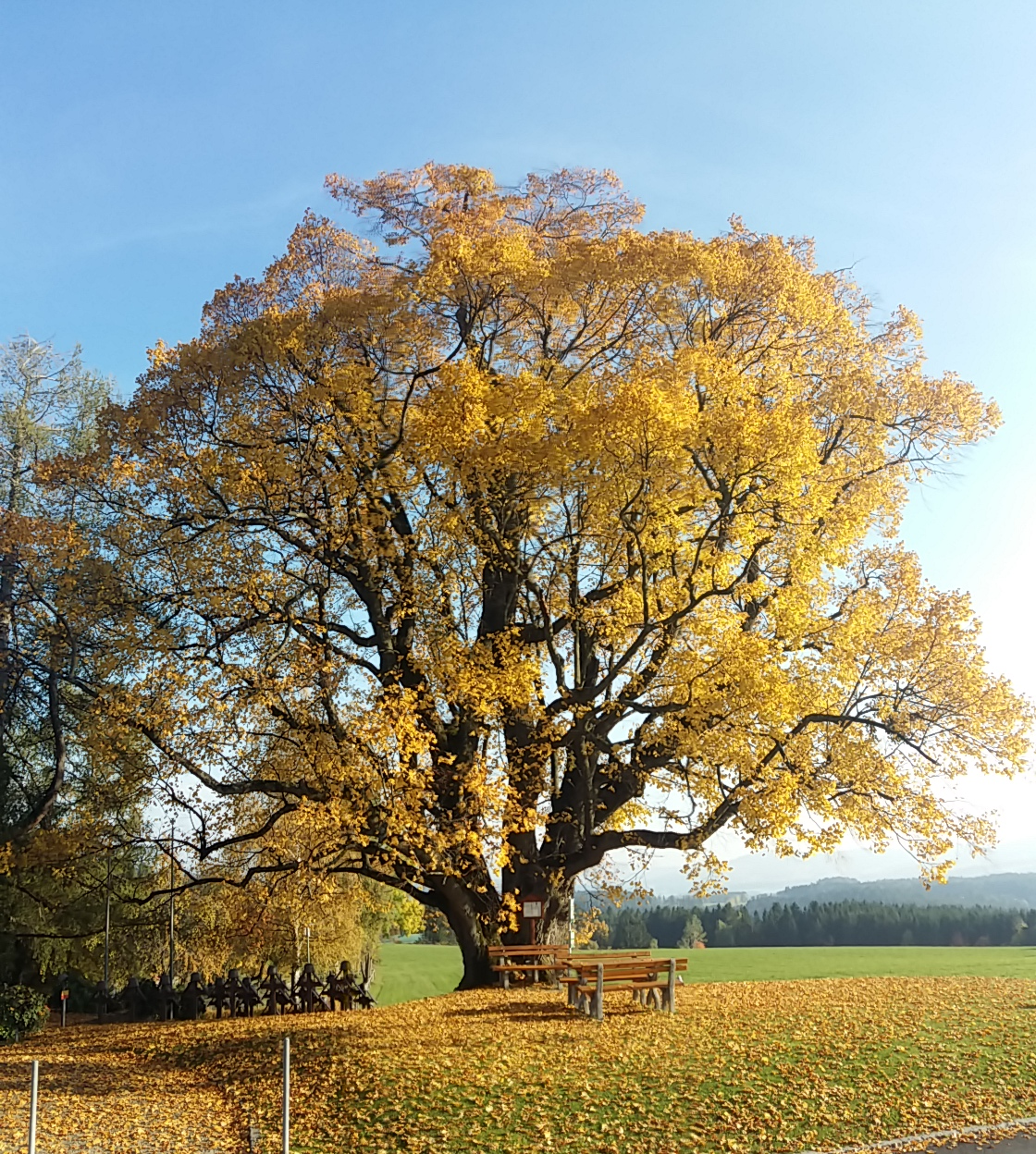
Herbstliche Linde neben dem Soldatenfriedhof

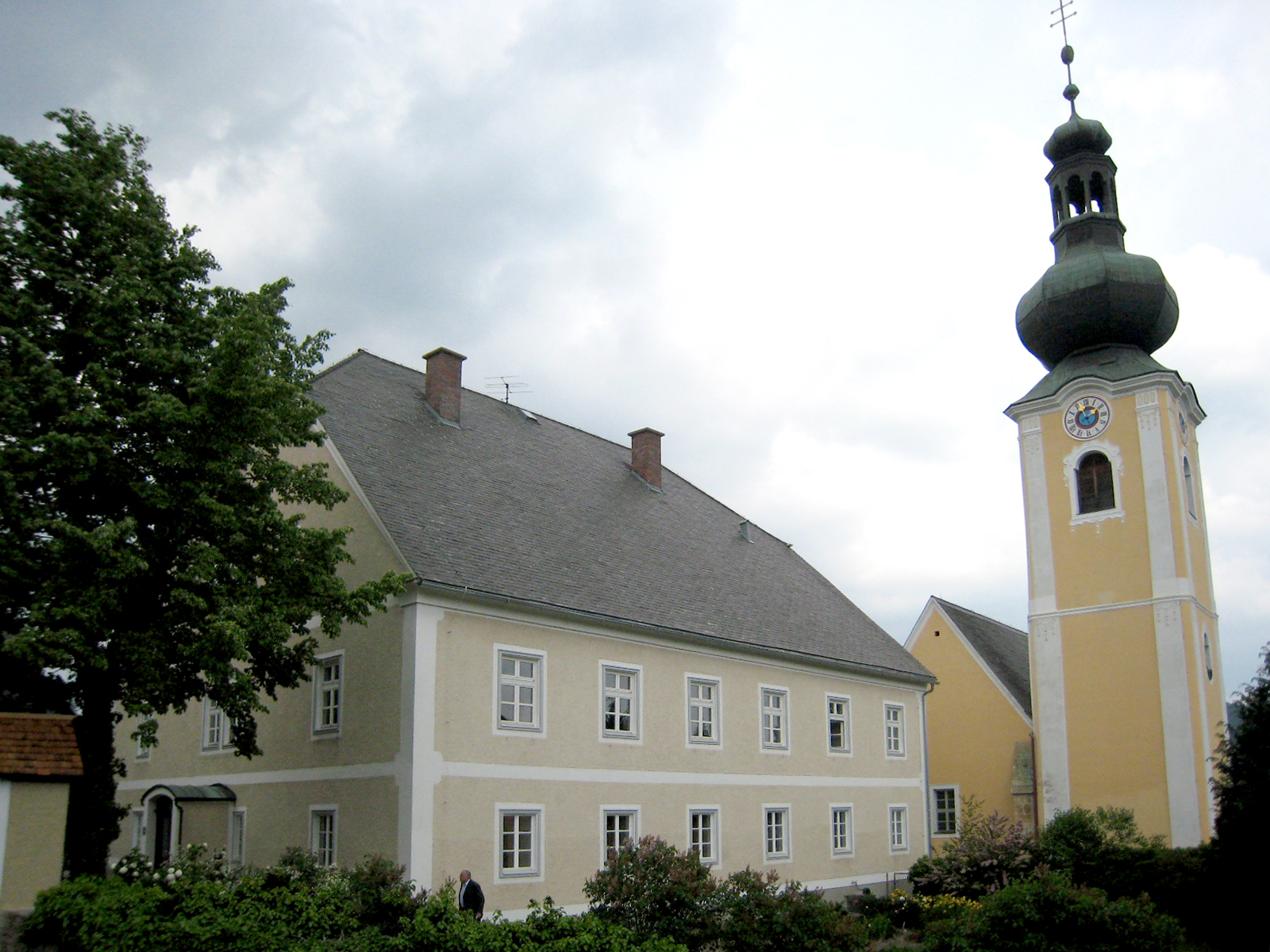
Kirche St. Jakob

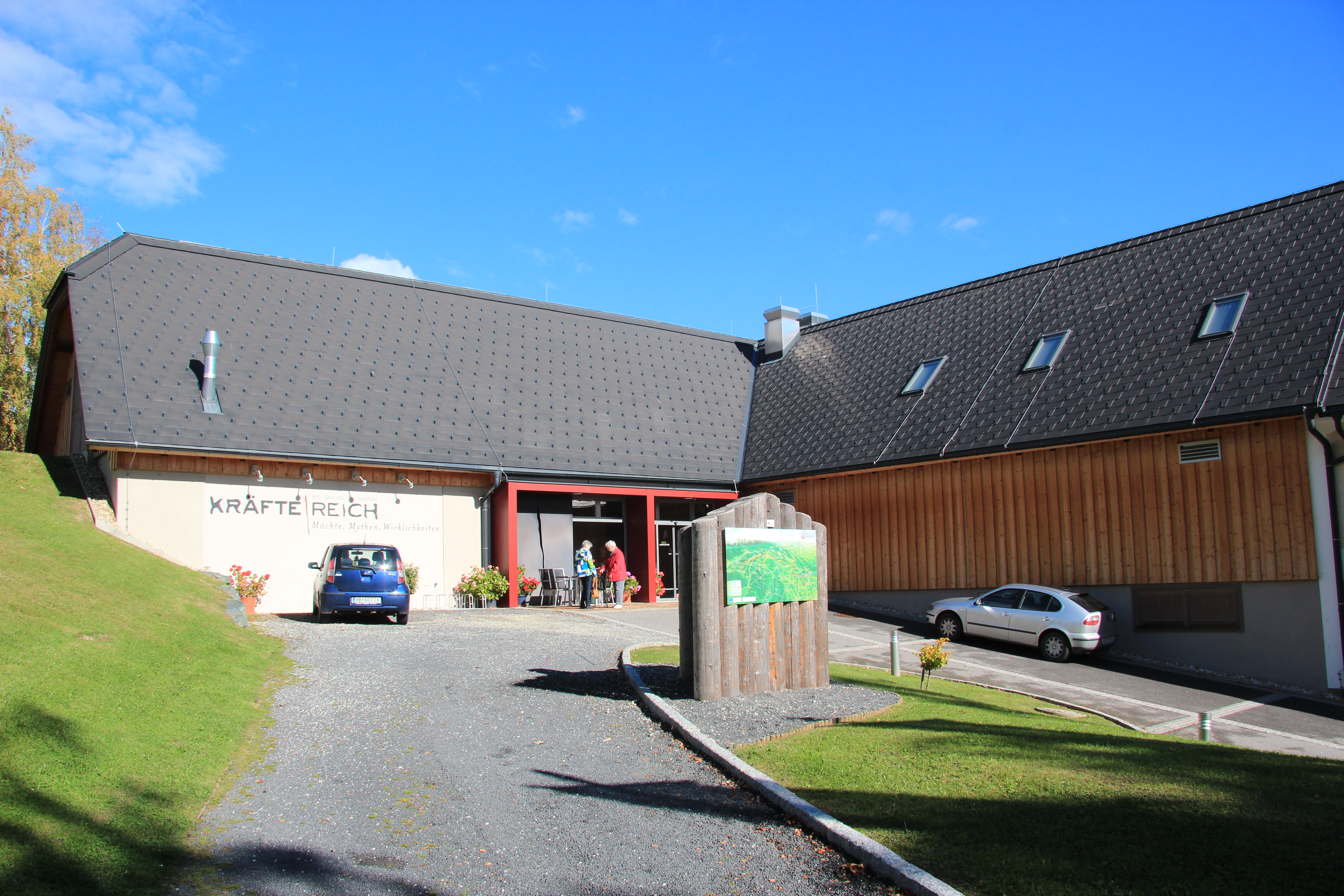
„Kräftereich“ St. Jakob

Sankt Jakob im Walde mit 1012 Einwohnern (Stand 1. Jänner 2024) ist eine Gemeinde im Gerichtsbezirk Fürstenfeld und im politischen Bezirk Hartberg-Fürstenfeld in der Steiermark in Österreich.

## Geografie

### Geografische Lage
Sankt Jakob im Walde liegt ca. 24 km nordwestlich der Bezirkshauptstadt Hartberg im äußersten Nordwesten des Bezirks Hartberg. Die Gemeinde gehört zum Joglland und liegt am Fuße des Wechsels im Quellgebiet der Lafnitz. Im Westen wird das Gemeindegebiet durch die Feistritz begrenzt. In der Umgebung von Sankt Jakob im Walde befinden sich zahlreiche Erhebungen mit einer Höhe über 1000 m: Blasenkogel (1313 m), Eggberg (1215 m), Wienhoferkogel (1206 m), Ochsenkopf (1191 m), Arzberg (1111 m), Lechenbauerkogel (1097 m) und Rottalberg (1003 m).
Die höchsten Erhebungen verlaufen von Südwesten nach Nordosten durch das Gemeindegebiet und teilen es in zwei Teile: das Filzmoos, das zur Feistritz abfällt, im Nordwesten und den Ort Sankt Jakob im Walde mit Eggviertel, Ebenviertel, Grabenviertel, Kirchenviertel, Dorfviertel und Lechenviertel im Südwesten, der zur Lafnitz hin abfällt.

### Gemeindegliederung
| Katastralgemeinden                                                                            | Ortschaften in der Gemeinde |
| --------------------------------------------------------------------------------------------- | --- |
| Äußeres Kaltenegg (8,54 km²) Filzmoos (8,68 km²) Kirchenviertl (6,20 km²) Steinhöf (6,83 km²) | Filzmoos Bromegg (Sdlg) Filzmoos-Abseite (ZH) Filzmoos-Siedlung (Sdlg) Klause (Sdlg) Kaltenegg In Berg (ZH) Lechenviertel (ZH) Winkelviertel (ZH) Kirchenviertel Dorfviertel (D) Grabenviertel (ZH) Lindenviertel (ZH) Oberes Dorfviertel (ZH) Steinhöf Ebenviertel (ZH) Eggviertel (ZH) In der Stifting (R) In Höfl (ZH) |
| Legende                                                                                       | |

| In der Spalte Katastralgemeinden sind sämtliche Katastralgemeinden einer Gemeinde angeführt. In der Klammer ist die jeweilige Fläche in km² angegeben. |
| In der Spalte Ortschaften sind sämtliche von der Statistik Austria erfassten Siedlungen, die auch eine eigene Ortschaftskennziffer aufweisen, angeführt. In der Hierarchieebene derselben Spalte, rechts eingerückt, werden nur Ansiedlungen, die mindestens aus mehreren Häusern bestehen, dargestellt. Die wichtigsten der verwendeten Abkürzungen sind: - M = Hauptort der Gemeinde - Stt = Stadtteil - R = Rotte - W = Weiler - D = Dorf - ZH = Zerstreute Häuser - Sdlg = Siedlung - Hgr = Häusergruppe - E = Einzelgehöft (nur wenn sie eine eigene Ortschaftskennziffer haben) Die komplette Liste der Statistik Austria ist in: Topographische Siedlungskennzeichnung nach STAT Zu beachten ist, dass manche Orte unterschiedliche Schreibweisen haben können. So können sich Katastralgemeinden anders schreiben als gleichnamige Ortschaften bzw. Gemeinden. Quelle: Statistik Austria – |

Das Gemeindegebiet umfasst folgende vier Ortschaften (in Klammern Einwohnerzahl Stand 1. Jänner 2024):
- Filzmoos (213) mit Bromegg, Filzmoos-Abseite, Filzmoos-Siedlung und Klause
- Kaltenegg (109) mit In Berg, Lechenviertel und Winkelviertel
- Kirchenviertel (542) mit Dorfviertel, Grabenviertel, Lindenviertel und Oberes Dorfviertel
- Steinhöf (148) mit Ebenviertel, Eggviertel, In der Stifting und In Höfl

Die Gemeinde besteht aus den Katastralgemeinden Äußeres Kaltenegg, Filzmoos, Kirchenviertl und Steinhöf.

### Nachbargemeinden
| Ratten | Rettenegg                                   | Rettenegg           |
| Ratten | Kompassrose, die auf Nachbargemeinden zeigt | Waldbach-Mönichwald |
| Ratten | Wenigzell                                   | Wenigzell           |

## Geschichte
Das heutige Gemeindegebiet wurde um 30 v. Chr. von der Römern erobert und gehörte fortan zur Provinz Oberpannonien. 799 fiel es an die Awaren und kam zum fränkischen Reich. Als die Awaren um 982 besiegt worden waren, kam das Gemeindegebiet zu Kärnten und wurde seit 1035 von den Traungauern verwaltet.
Das Dorf Sankt Jakob im Walde wurde erstmals 1170 urkundlich erwähnt und ist seit 1204 Pfarrort. In den Jahren 1529 bis 1533 wurde die Gemeinde von den Türken heimgesucht. Mitte des 17. Jahrhunderts brach die Pest im Dorf aus und kostete 60 Menschen das Leben. Im Jahr 1886 brannten die Kirche und viele Häuser nieder.
Am 26. Juli 1944 wurden innerhalb weniger Minuten zwei amerikanische Boeing B-17 von deutschen Jagdflugzeugen abgeschossen. Dabei starben mehrere Besatzungsmitglieder. An diese Tragödie erinnert ein Gedenkstein, der im Jahre 2009 unter Beisein eines überlebenden Besatzungsmitgliedes sowie zahlreicher Ehrengäste eingeweiht wurde.
In den letzten Wochen des Zweiten Weltkrieges war Sankt Jakob vom 7. April bis zum 8. Mai 1945 Kriegsschauplatz der Gefechte zwischen deutschen und russischen Truppen. In dieser Zeit wurde das Dorf fünf Mal erobert und niedergebrannt. Für die deutschen Gefallenen wurde ein Soldatenfriedhof errichtet.

### Bevölkerungsentwicklung
| Sankt Jakob im Walde: Einwohnerzahlen von 1869 bis 2024 | Sankt Jakob im Walde: Einwohnerzahlen von 1869 bis 2024 | Sankt Jakob im Walde: Einwohnerzahlen von 1869 bis 2024 | Sankt Jakob im Walde: Einwohnerzahlen von 1869 bis 2024 | Sankt Jakob im Walde: Einwohnerzahlen von 1869 bis 2024 |
| ------------------------------------------------------- | ------------------------------------------------------- | ------------------------------------------------------- | ------------------------------------------------------- | ------------------------------------------------------- |
| Jahr                                                    |                                                         |                                                         |                                                         | Einwohner                                               |
| 1869                                                    | 1869                                                    |                                                         | 838                                                     | 838                                                     |
| 1880                                                    | 1880                                                    |                                                         | 867                                                     | 867                                                     |
| 1890                                                    | 1890                                                    |                                                         | 838                                                     | 838                                                     |
| 1900                                                    | 1900                                                    |                                                         | 848                                                     | 848                                                     |
| 1910                                                    | 1910                                                    |                                                         | 903                                                     | 903                                                     |
| 1923                                                    | 1923                                                    |                                                         | 971                                                     | 971                                                     |
| 1934                                                    | 1934                                                    |                                                         | 1.078                                                   | 1.078                                                   |
| 1939                                                    | 1939                                                    |                                                         | 1.043                                                   | 1.043                                                   |
| 1951                                                    | 1951                                                    |                                                         | 1.036                                                   | 1.036                                                   |
| 1961                                                    | 1961                                                    |                                                         | 1.187                                                   | 1.187                                                   |
| 1971                                                    | 1971                                                    |                                                         | 1.111                                                   | 1.111                                                   |
| 1981                                                    | 1981                                                    |                                                         | 1.124                                                   | 1.124                                                   |
| 1991                                                    | 1991                                                    |                                                         | 1.135                                                   | 1.135                                                   |
| 2001                                                    | 2001                                                    |                                                         | 1.145                                                   | 1.145                                                   |
| 2011                                                    | 2011                                                    |                                                         | 1.067                                                   | 1.067                                                   |
| 2021                                                    | 2021                                                    |                                                         | 1.017                                                   | 1.017                                                   |
| 2024                                                    | 2024                                                    |                                                         | 1.012                                                   | 1.012                                                   |
| Quelle(n): Statistik Austria, Gebietsstand 1.1.2021     |                                                         |                                                         |                                                         |                                                         |

## Kultur und Sehenswürdigkeiten

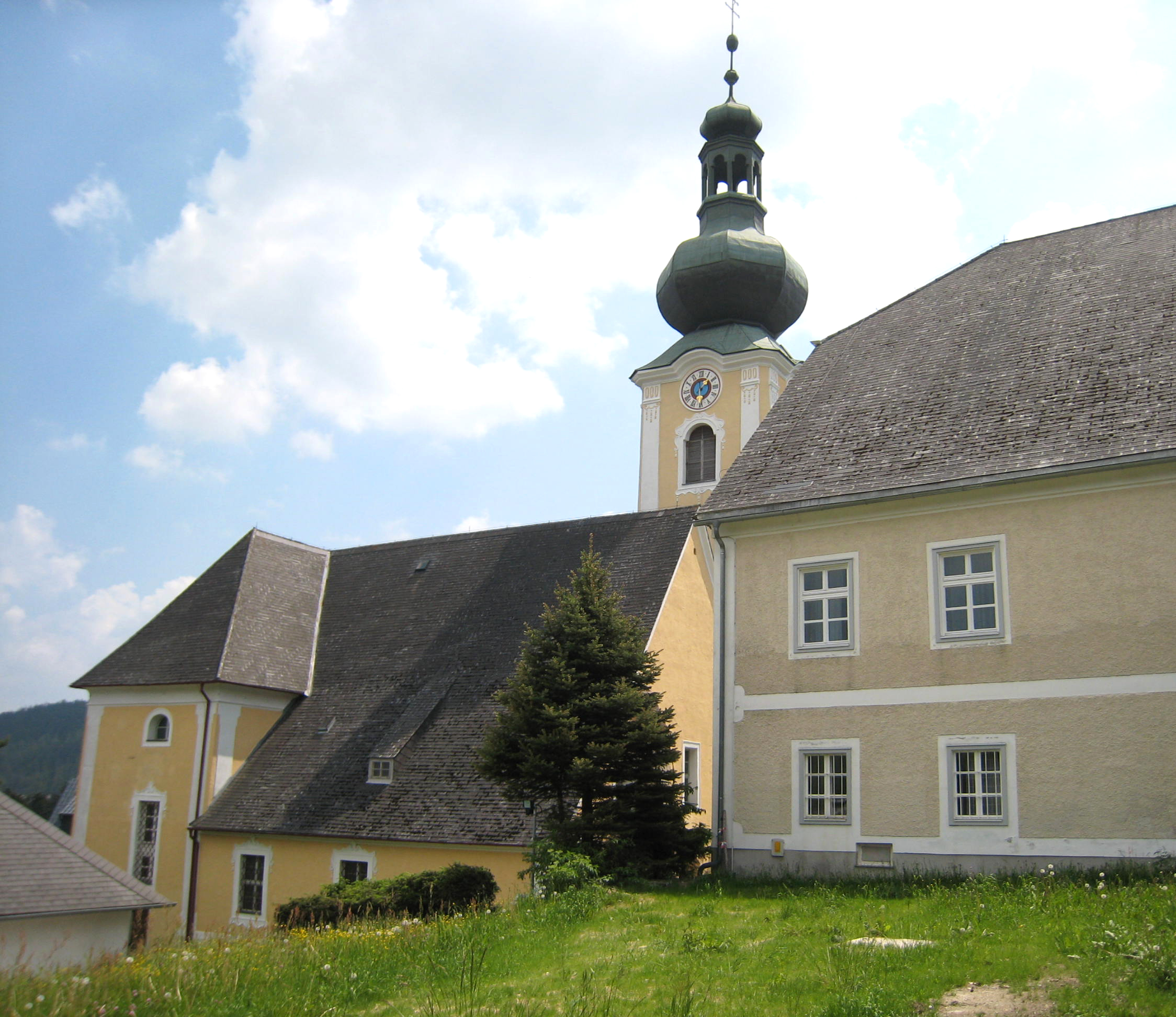
Pfarrkirche Sankt Jakob im Walde

- Katholische Pfarrkirche Sankt Jakob im Walde: Die Pfarrkirche wurde von den Krumbachern Ende des 12. Jahrhunderts erbaut und erstmals als capella sancti Jacobi im Jahr 1209 erwähnt. Als das Stift Vorau im Jahr 1217 durch Entscheidung von Erzbischof Eberhard II. Mutterkirche von Sankt Jakob wurde, erfolgte der Ausbau zu einer Pfeilerbasilika. In der zweiten Hälfte des 15. Jahrhunderts wurde die Kirche im Stil der Spätgotik umgebaut. Nachdem 1663 die Flachdecke durch ein Gewölbe abgelöst worden war, weihte der franziskanische Bischof Christof von Rojas y Spinola die Kirche. Der Kirchturm wurde 1768 erbaut, nach dem Brand von 1886 erhielt die Kirche eine neue Kuppel. 1945 wurde die Kirche während der Kriegshandlungen von Artillerie getroffen. Die heutige Ausstattung stammt größtenteils von der Jesuitenkirche in Judenburg.
- Ortsbildgestaltung: Sankt Jakob im Walde wurde 1990 und 1991 zum „Schönsten Blumendorf der Steiermark“ gekürt, in den Jahren 1987 bis 1989 belegte die Gemeinde den zweiten Platz des Landesblumenschmuckwettbewerbs. Im Rahmen des europäischen Wettbewerbes „Entente Florale Europe“ wurde St. Jakob 1992 zum „Schönsten Blumendorf Europas“ gekürt und damit mit einer Goldmedaille in der Kategorie Dorf ausgezeichnet.[4]

### Sport
- Aufgrund seiner Mittelgebirgslage bieten sich im Sommer zahlreiche Gelegenheiten zu Wanderungen, im Winter zu Schitouren und zum Schifahren der Familienschiberg St. Jakob im Walde an.

## Wirtschaft und Infrastruktur

### Verkehr
Sankt Jakob im Walde liegt abseits der Hauptverkehrsstraßen an der Landesstraße von Waldbach nach Strallegg. Die Weizer Straße B 72 von Weiz nach Krieglach ist etwa sieben Kilometer entfernt. Die Semmering Schnellstraße S 6 von Wiener Neustadt nach Bruck an der Mur ist ca. 26 km entfernt und über die Anschlussstelle Krieglach-Ost zu erreichen.
Die Gemeinde ist nicht an das Eisenbahnnetz angeschlossen. Im Umkreis von zehn Kilometern befindet sich kein Bahnhof. Der Flughafen Graz ist ca. 85 km entfernt.

### Tourismus
Übernachtungen und andere touristische Angebote in St. Jakob im Walde werden vom „Tourismusverband Joglland-Waldheimat“ vermarktet. Diesem Verband gehören mit Birkfeld, Fischbach, Miesenbach, Rettenegg, Strallegg, St. Kathrein am Hauenstein, Ratten, Waldbach-Mönichwald, Wenigzell und Vorau zehn weitere Gemeinden des Gebietes an. Sein Sitz ist die Gemeinde St. Jakob im Walde.
2008 wurde eine Dauerausstellung mit dem Titel „Kräftereich“ eröffnet, die sich mit Kräften befasst, die den Menschen umgeben. Die Ausstellung wird von der Orts- und Infrastruktur-Entwicklungs-KG der Gemeinde betrieben und befindet sich im ehemaligen Pfarrhof in St. Jakob.

## Politik

### Bürgermeister
Bürgermeister ist seit dem 16. Juni 2017 Johannes Payerhofer (ÖVP). Mit einem Alter von 25 Jahren ist er einer der jüngsten Bürgermeister Österreichs. Er ist der Nachfolger des langjährigen Bürgermeisters Anton Doppler (ÖVP).
Dem Gemeindevorstand gehören weiters der Vizebürgermeister Jakob Sobl (ÖVP) und der Gemeindekassier Helmut Wagner (ÖVP) an.
Amtsleiterin ist Waltraud Feiner.

### Gemeinderat
Der Gemeinderat besteht aus 15 Mitgliedern. Nach dem Ergebnis der Gemeinderatswahl 2020 setzt sich dieser wie folgt zusammen:
- 12 Mandate ÖVP und
- 03 Mandate FPÖ.

| Partei          | 2020             | 2020             | 2020             | 2015             | 2015             | 2015             | 2010             | 2010             | 2010             | 2005             | 2005             | 2005             | 2000             | 2000             | 2000             | 1995             | 1995             | 1995             | 1990             | 1990             | 1990             |
| Partei          | Sti.             | %                | M.               | Sti.             | %                | M.               | Sti.             | %                | M.               | Sti.             | %                | M.               | Sti.             | %                | M.               | Sti.             | %                | M.               | Sti.             | %                | M.               |
| --------------- | ---------------- | ---------------- | ---------------- | ---------------- | ---------------- | ---------------- | ---------------- | ---------------- | ---------------- | ---------------- | ---------------- | ---------------- | ---------------- | ---------------- | ---------------- | ---------------- | ---------------- | ---------------- | ---------------- | ---------------- | ---------------- |
| ÖVP             | 468              | 76,22            | 12               | 558              | 77               | 12               | 538              | 68               | 10               | 502              | 64               | 10               | 526              | 71               | 11               | 397              | 57               | 9                | 536              | 73               | 11               |
| FPÖ             | 146              | 23,78            | 03               | nicht kandidiert | nicht kandidiert | nicht kandidiert | nicht kandidiert | nicht kandidiert | nicht kandidiert | nicht kandidiert | nicht kandidiert | nicht kandidiert | nicht kandidiert | nicht kandidiert | nicht kandidiert | nicht kandidiert | nicht kandidiert | nicht kandidiert | nicht kandidiert | nicht kandidiert | nicht kandidiert |
| SPÖ             | nicht kandidiert | nicht kandidiert | nicht kandidiert | 169              | 23               | 03               | 252              | 32               | 05               | 277              | 36               | 05               | 219              | 29               | 04               | 300              | 43               | 06               | 201              | 27               | 04               |
| Wahlberechtigte | 884              | 884              | 884              | 917              | 917              | 917              | 929              | 929              | 929              | 915              | 915              | 915              | 886              | 886              | 886              |                  |                  |                  |                  |                  |                  |
| Wahlbeteiligung | 72,29 %          | 72,29 %          | 72,29 %          | 81 %             | 81 %             | 81 %             | 87 %             | 87 %             | 87 %             | 87 %             | 87 %             | 87 %             | 86 %             | 86 %             | 86 %             | 85 %             | 85 %             | 85 %             | 91 %             | 91 %             | 91 %             |

### Wappen
Das Gemeindewappen wurde der Gemeinde Sankt Jakob im Walde am 1. Oktober 1987 von der Steiermärkischen Landesregierung verliehen.
Blasonierung: „In Schwarz pfahlweise ein silberner Pilgerstab zwischen silbernen Flanken im Schnitt von drei Lindenblättern außen, gewechselt mit drei Tannreisern innen.“

## Persönlichkeiten

### Ehrenbürger
- 1981 Josef Krainer (1930–2016), Landeshauptmann
- 2015 Hermann Schützenhöfer (* 1952), Landeshauptmann

### Söhne und Töchter der Gemeinde
- Lona Murowatz (1919–2016), österreichische Politikerin (SPÖ), Abgeordnete zum Nationalrat von 1968 bis 1981
- Helmut Pirkner (1943–2012), Direktor der H. Rella & Co, ließ in St. Jakob das Landhaus der Familie erbauen.
- Anton Doppler (* 1956), Angestellter, Politiker und Abgeordneter zum Nationalrat

## Literatur

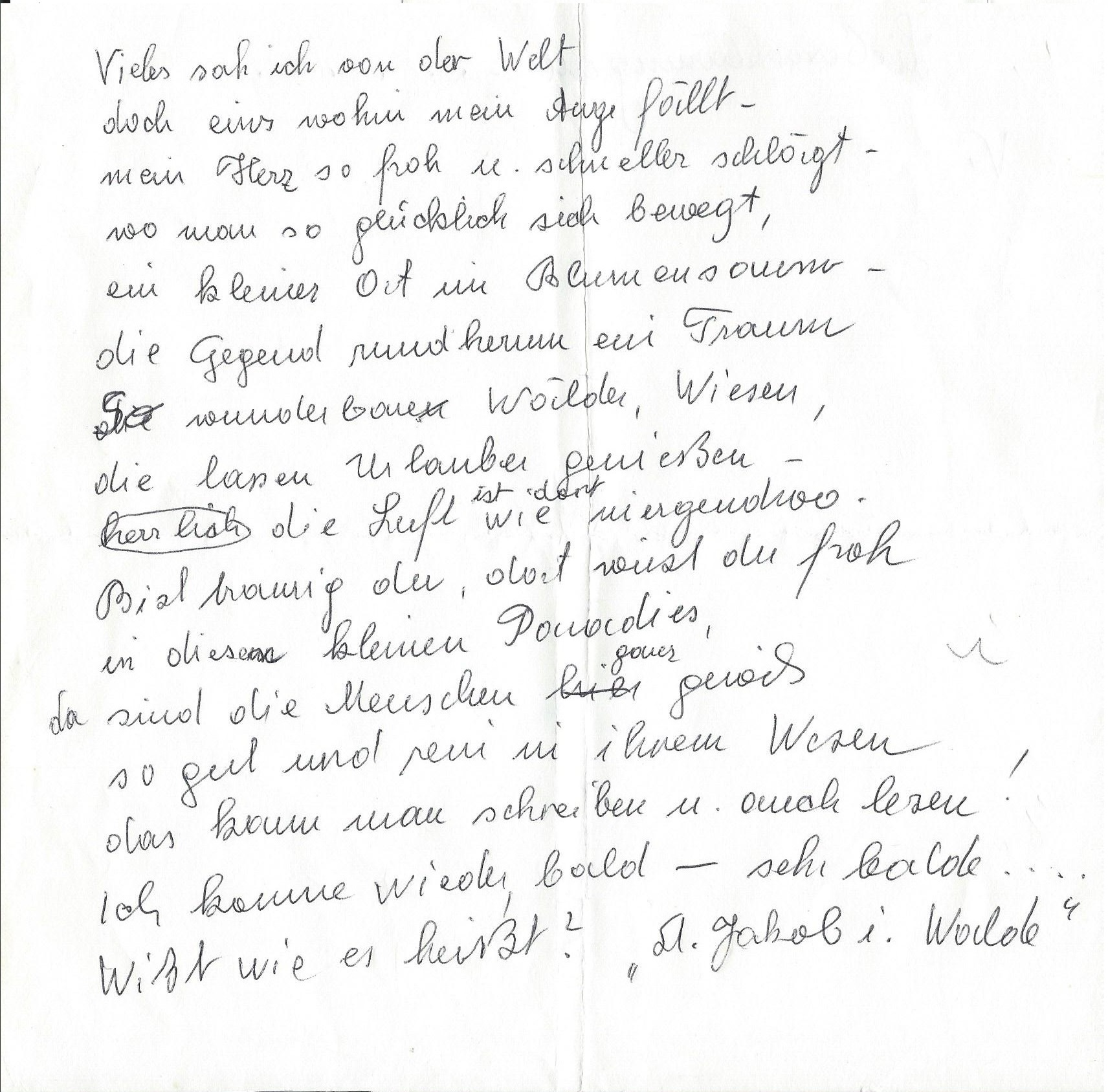
Sankt Jakob im Walde: Gedicht von Gertrude Bayer